# Жан Косма
Жан Косма (фр. Jean Cosmat, 3 липня 1910 — 29 березня 2010) — французький академічний веслувальник.
Бронзовий призер Олімпійських Ігор 1936 року в складі розпашної четвірки зі стерновим.
Срібний призер Чемпіонату Європи 1934 року в складі розпашної четвірки зі стерновим.